# Anton Bamberger

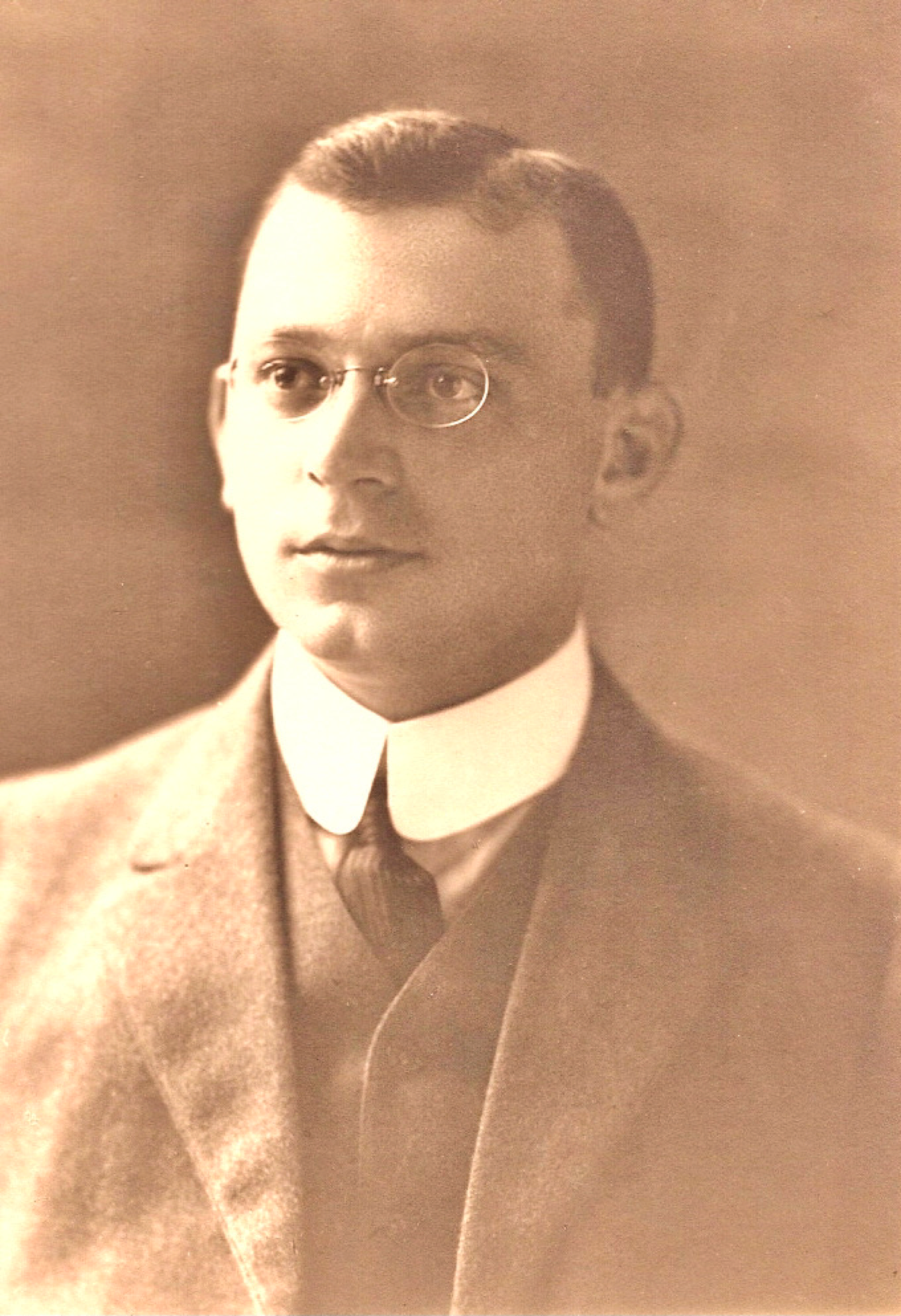
Anton Bamberger als Manager der Meyer-Cohen & Co. in New York City, 1912

Anton Bamberger (geboren am 4. April 1886 in Mitwitz, Oberfranken, Königreich Bayern; gestorben am 28. Dezember 1950 in New York City) war ein deutsch-amerikanischer Unternehmer, ein Firmengründer und ein Pionier des US-amerikanischen Plastik-Recyclings.

## Familie

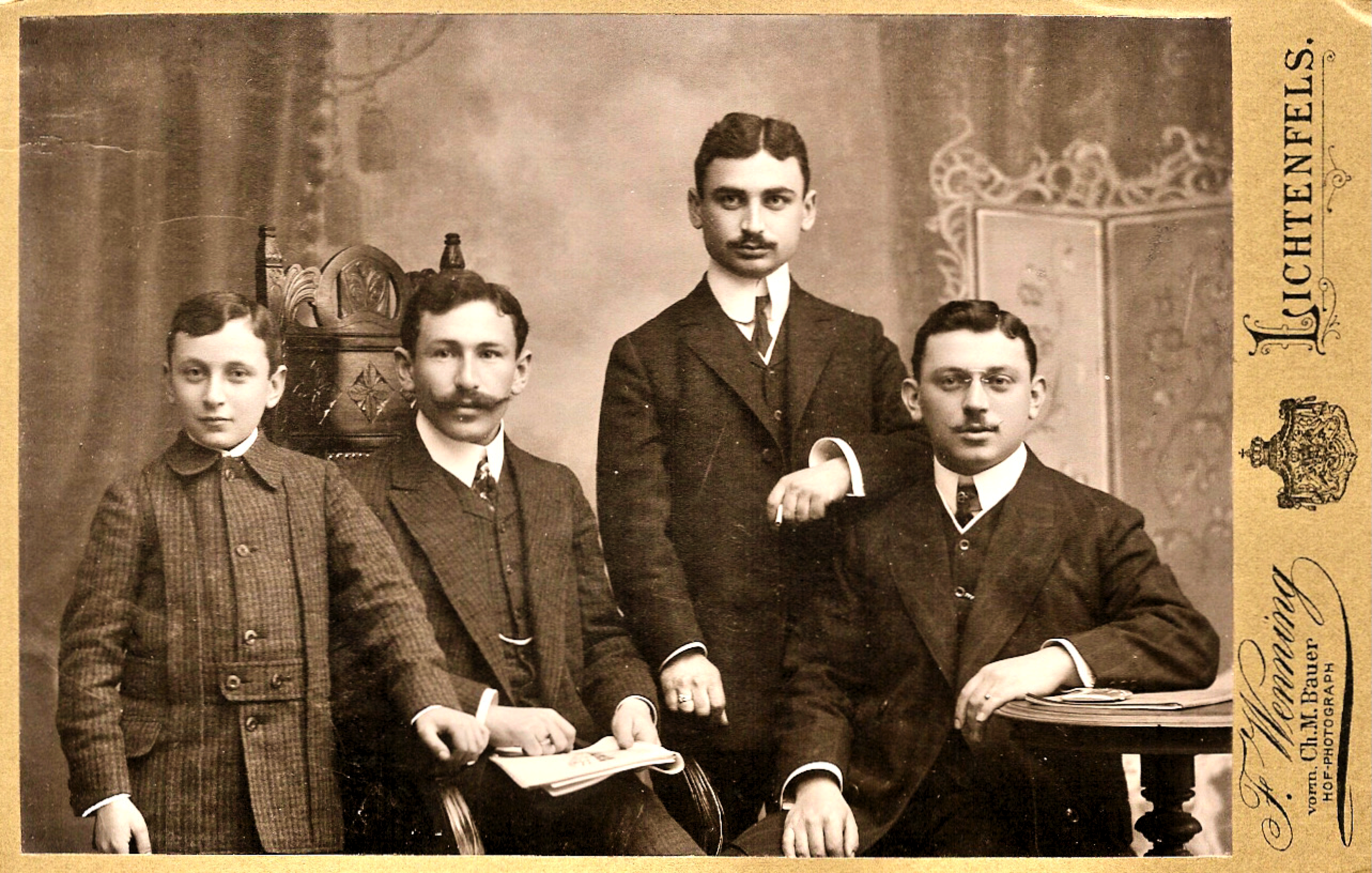
Von links: Ludwig, Otto, Hugo und Anton Bamberger, um 1910

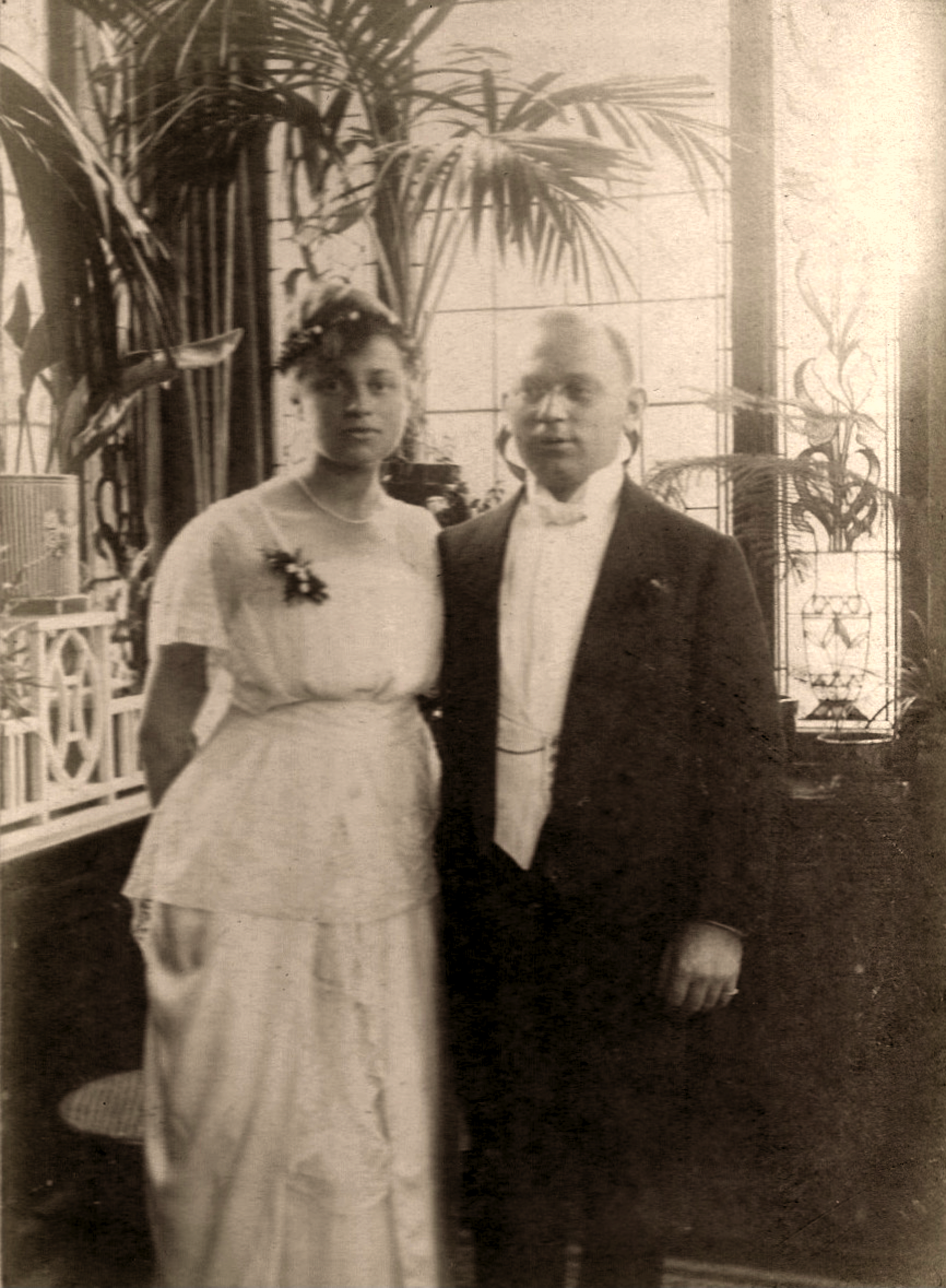
Hochzeit mit Else Magnus aus Bocholt in Hannover, 10. November 1919

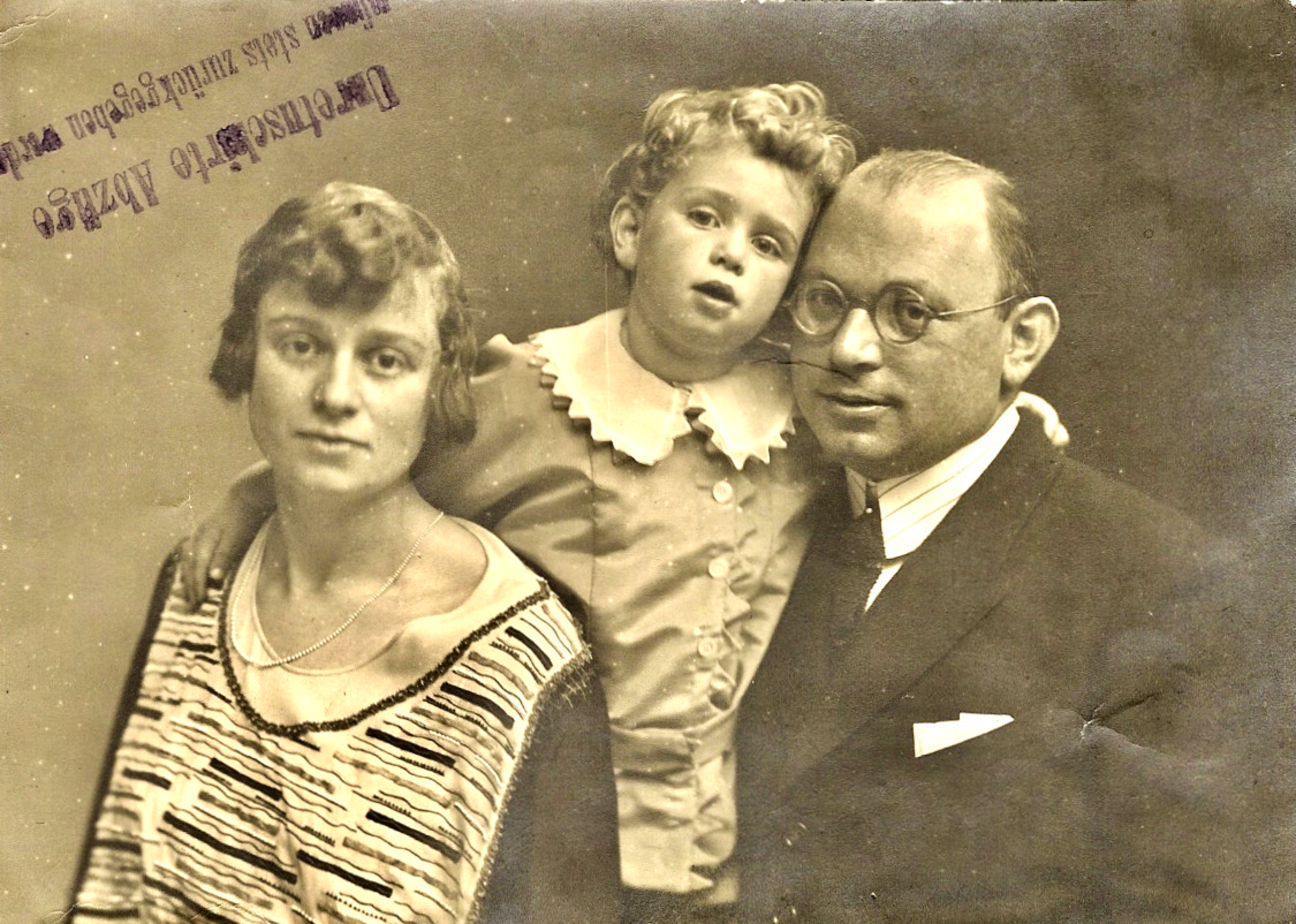
Else, Gerhard und Anton Bamberger, 1923

Er war der zweite Sohn des Kaufmanns und Unternehmers Philipp Bamberger (1858–1919) und der letzte Bürger jüdischer Abstammung, der in Mitwitz geboren wurde, in Haus Nr. 23 (Nachfolgebau heute: Kronacher Straße 10).
Sein älterer Bruder war der Kaufmann und Unternehmer Otto Bamberger (1885–1933), seine jüngeren Brüder der promovierte Chemiker und Unternehmer Hugo Bamberger (1887–1949) sowie der Kaufmann und Unternehmer Ludwig Bamberger (1893–1964). Anton Bamberger wuchs zusammen mit seinen Brüdern im oberfränkischen Lichtenfels bei Bamberg auf, nachdem seine Familie etwa in der Zeit kurz nach seiner Geburt aufgrund der Verlagerung ihres Familienunternehmens D. Bamberger dorthin umgezogen war, außerdem mit seinem Cousin Alfred David (1890–1956), dem Sohn seines Onkels Fritz (1862–1942). Sein Großvater David Bamberger (1811–1890), der Gründer dieses Unternehmens, zog per 1. Juli 1887 nach Lichtenfels.
Die Familie war nicht religiös, orientierte sich nicht an jüdischen, sondern an den christlichen Festtagen. Anton Bamberger heiratete am 10. November 1919 in Hannover Else „Elsie“ Magnus (geboren am 11. April 1894 in Bocholt; gestorben am 24. August 1986 in New York City). Diese war eine Tochter des Bocholter Textilfabrikanten und Gemeindevorstehers Iwan Magnus (geboren am 30. November 1850; gestorben am 16. März 1916 in Bocholt) und der Ida Cohen (geboren am 28. August 1866 in Bocholt; gestorben am 18. Juni 1920 ebenda). Aus der Ehe des Anton Bamberger und dessen Ehefrau Else gingen zwei Kinder hervor, Gerhard Franz Philipp (geboren am 20. September 1920 in Hannover; gestorben am 2. Dezember 2013 in Sarasota, Florida) und Vera (geboren am 18. März 1924 in Hannover; gestorben am 11. Januar 2023 in Los Angeles, Kalifornien).

## Wirken

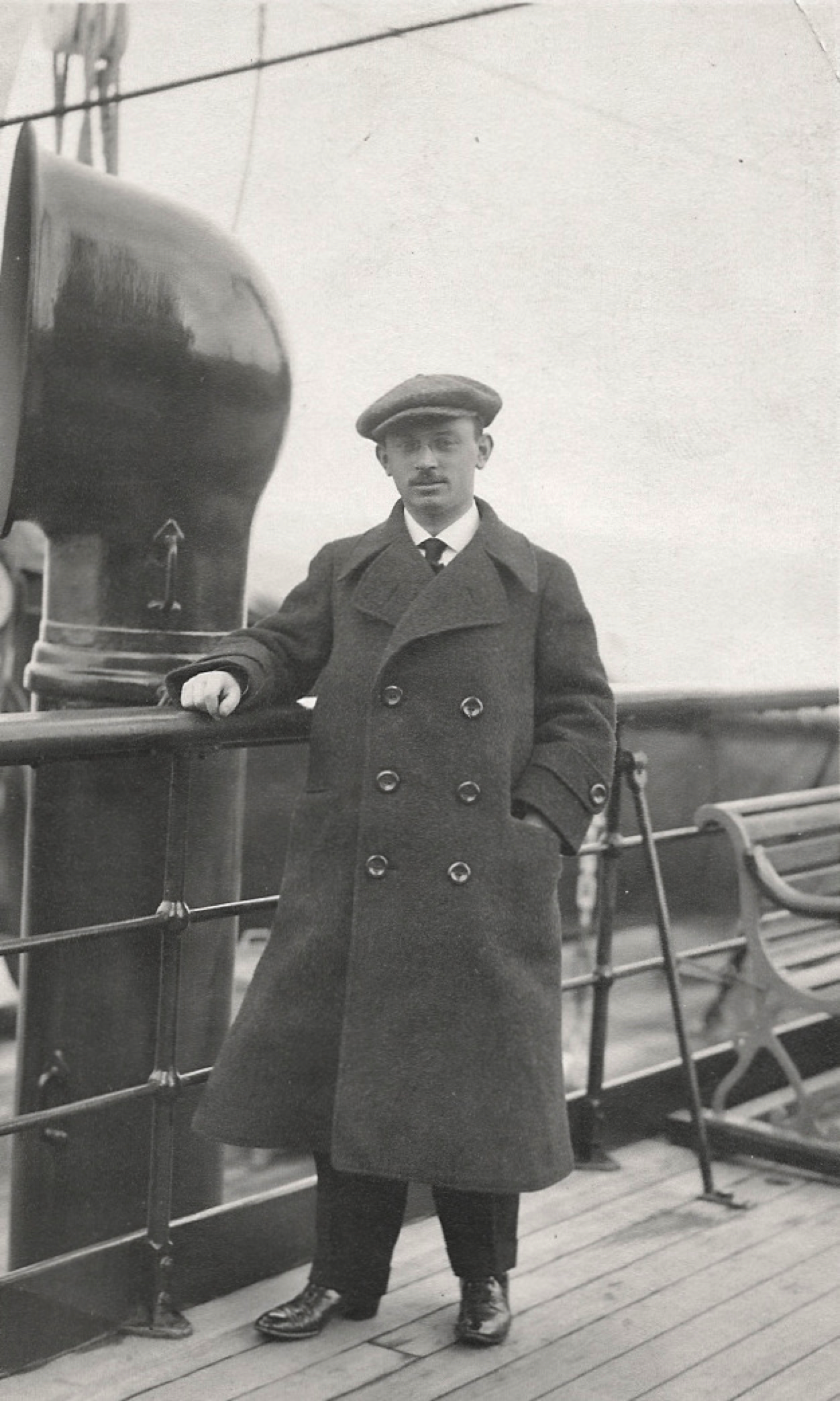
Anton Bamberger auf der S.S. George Washington des Norddeutschen Lloyd von Bremerhaven nach New York City, November 1911

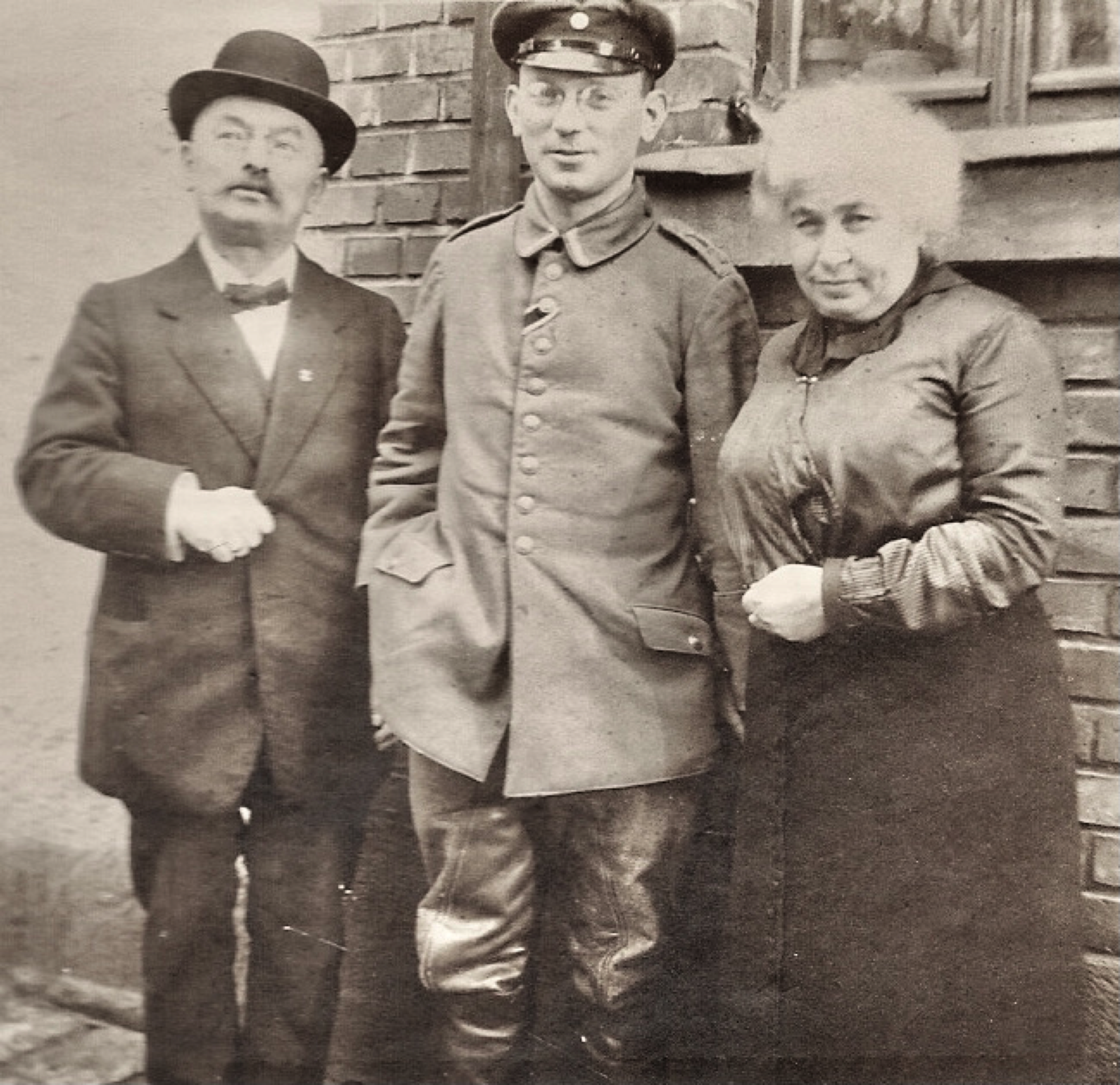
Der mit EKII frisch dekorierte Unteroffizier Anton Bamberger mit seinen Eltern, Weihnachten 1915

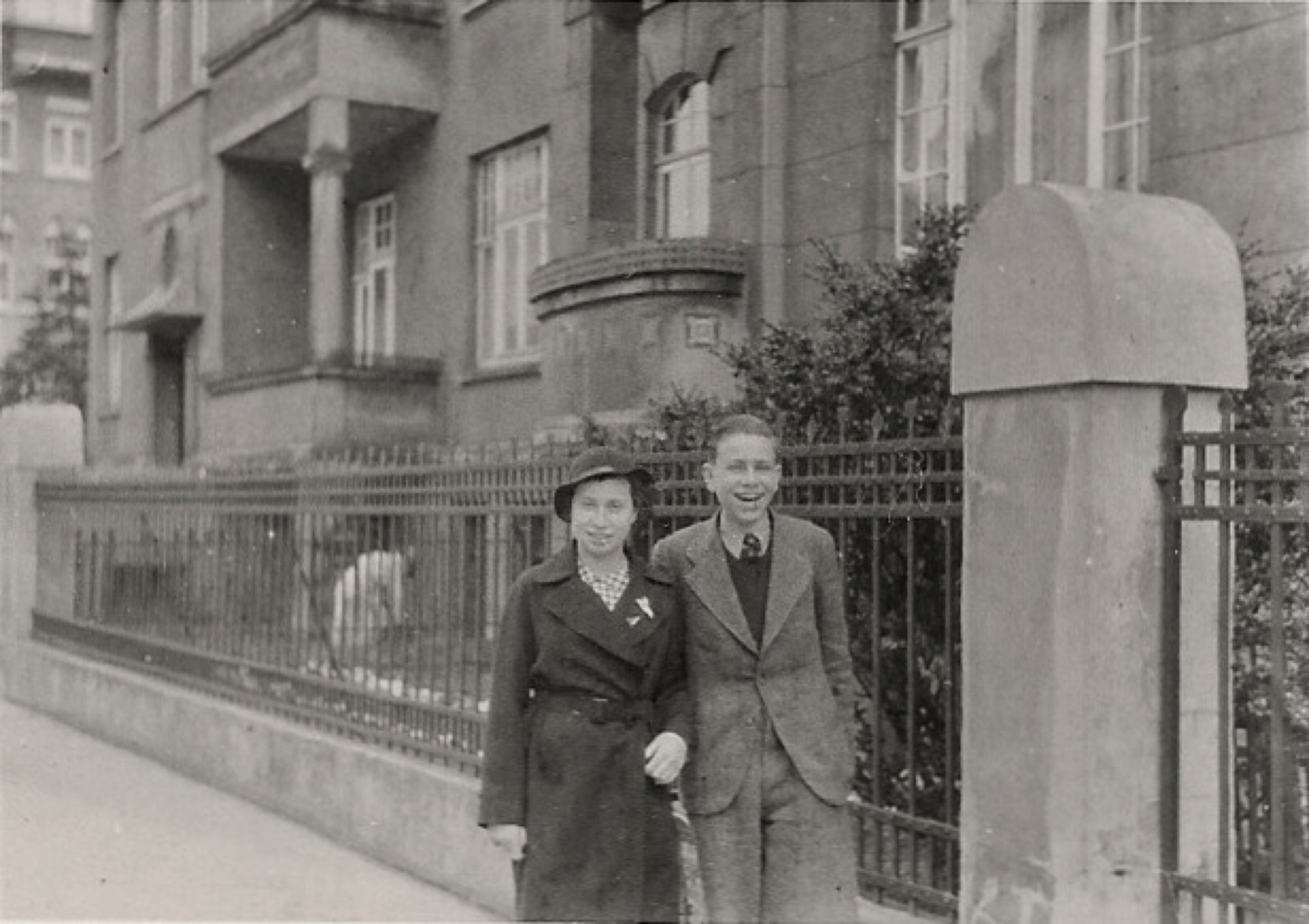
Anton und Else Bambergers Kinder Vera und Gerhard Franz Philipp vor dem Wohnhaus Podbielskistraße 24 in Hannover-List, kurz vor der Emigration, Frühling 1938

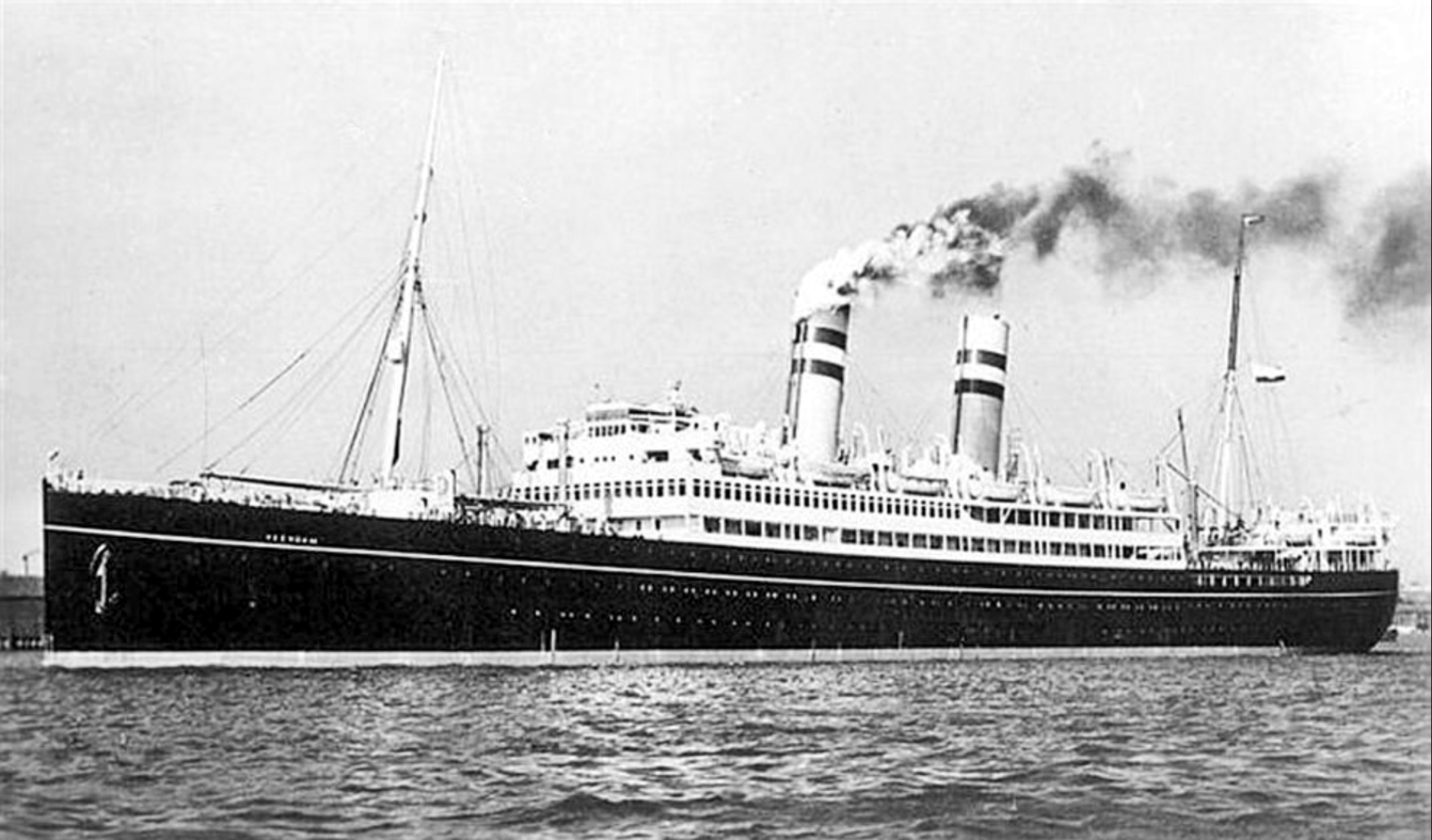
Emigration mit der T.S.S. Veendam der Holland-America Line im Juni 1938

Anton Bamberger ging um etwa 1905 bei Meyer Cohen & Co. (benannt nach Adolph Meyer und Alexander Abraham Cohen) in Hannover-Linden in die Lehre, ein Unternehmen, das auf Gummi- und chemische Nebenprodukte fokussierte. Im Jahr 1911 wurde er als Niederlassungsleiter von dessen New Yorker Filialbetrieb berufen. Mit der George Washington des Norddeutschen Lloyd fuhr er von Bremerhaven aus am 13. November 1911 auf der Nordatlantikroute nach New York City, wo er die englische Sprache fließend zu beherrschen lernte.
Schon 1914 kehrte er jedoch wegen des Ausbruchs des Ersten Weltkrieges nach Deutschland zurück und diente in der Armee des Deutschen Kaiserreiches als Unteroffizier bei der Artillerietruppe an der Westfront. 1915 wurde er mit dem Eisernen Kreuz 2. Klasse ausgezeichnet.
Nach Kriegsende kehrte er nach Hannover zurück, heiratete und erwarb dort zusammen mit Partnern sein früheres Ausbildungsunternehmen, das zu Jakobowitz & Co., G.m.b.H. umfirmierte. Das Unternehmen wuchs rasch, möglicherweise zu rasch, denn während der Hyperinflation 1923 geriet es in erhebliche Schwierigkeiten und war 1924 bankrott. Anton Bamberger war zeitgleich auch Mitinhaber der Chemischen Fabrik Leonhardt & Martini, die der Chemiker Constantin Leonhardt und der Apotheker Johannes Heinrich Martini im Jahr 1888 gegründet hatten.
Unmittelbar danach begründete Anton Bamberger zusammen mit seinem nicht-jüdischen Juniorpartner Hermann Bolte ein neues Unternehmen, das mit dem Gedanken einer nicht-jüdischen Firmierung unter Chemische Fabrik Herrenhausen Bolte & Co. G.m.b.H. (Bolco) firmierte und bis in die 1950er Jahre am Markt war. Dieses handelte mit Chemie- und chemischen Nebenprodukten und war in Hannovers Innenstadt ansässig, mit einem Verwaltungsgebäude in der Hinüberstraße 18, in der Nähe des Hauptbahnhofes. Anton Bamberger spezialisierte sich dabei auf Abfallprodukte, für die er weltweit nach Abnehmern suchte. Dabei pflegte er intensive Geschäftskontakte mit den Continental Gummiwerken in Hannovers Vahrenwalder Straße. Auch mit Ölraffinerien stand er in geschäftlicher Verbindung und eröffnete nahe dem eigenen Firmenverwaltungsgebäude eine Tankstelle. Anton Bamberger, der Kraftfahrzeuge leidenschaftlich mochte, erwarb vor 1923 einen durch seinen Chauffeur Pischke gesteuerten Phaeton Sedan und in den späten 1920er Jahren eine zweitürige Chevrolet Limousine, die er 1934 gegen eine große viertürige Willys-Knight Limousine wechselte, mit der die Familie in die Niederlande, in die Schweiz und nach Italien reiste, als Juden im NS-Staat in deutschen Hotels und Pensionen unerwünscht waren. Das Fahrzeug blieb bis zur Emigration im Besitz Anton Bambergers.
Nach der Machtabtretung an die Nationalsozialisten 1933 wurde ihm das berufliche und private Leben zunehmend erschwert. Sein Hobby, die Jagd, zusammen mit weiteren jüdischen Geschäftsleuten im nahegelegenen Revier von einem Jagdhaus aus betrieben, musste er einstellen. Juden durften keine Jagdwaffen mehr besitzen, ihnen wurden auch keine Jagdhunde oder Räumlichkeiten mehr überlassen.
1936 wurde Anton Bamberger im Kontext der „Entjudung“ bzw. „Arisierung“ durch den seitens der örtlichen NS-Behörden unterstützten Hermann Bolte ohne jede Kompensation aus dem Unternehmen vertrieben. Bamberger konnte seine zahlreichen guten Geschäftsverbindungen zunächst jedoch weiter nutzen und arbeitete vom heimischen Wohnzimmer aus mit einer (jüdischen) Sekretärin weiter, zeitweise auch durch seinen Sohn Gerhard unterstützt. Am 15. Januar 1938 reisten er und seine Ehefrau Else mit der S.S. Manhattan der United States Lines in die USA zu seinem Onkel Gustav „Gus“ Bamberger (1864–1943) nach Cleveland, um die Emigration seiner Familie vorzubereiten, und erhielten von diesem Affidavits, die sie am 4. Juni 1938 für ihre Familie nutzen konnten, um über das niederländische Rotterdam mit der T.S.S. Veendam der Holland-America Line nach New York City zu emigrieren.

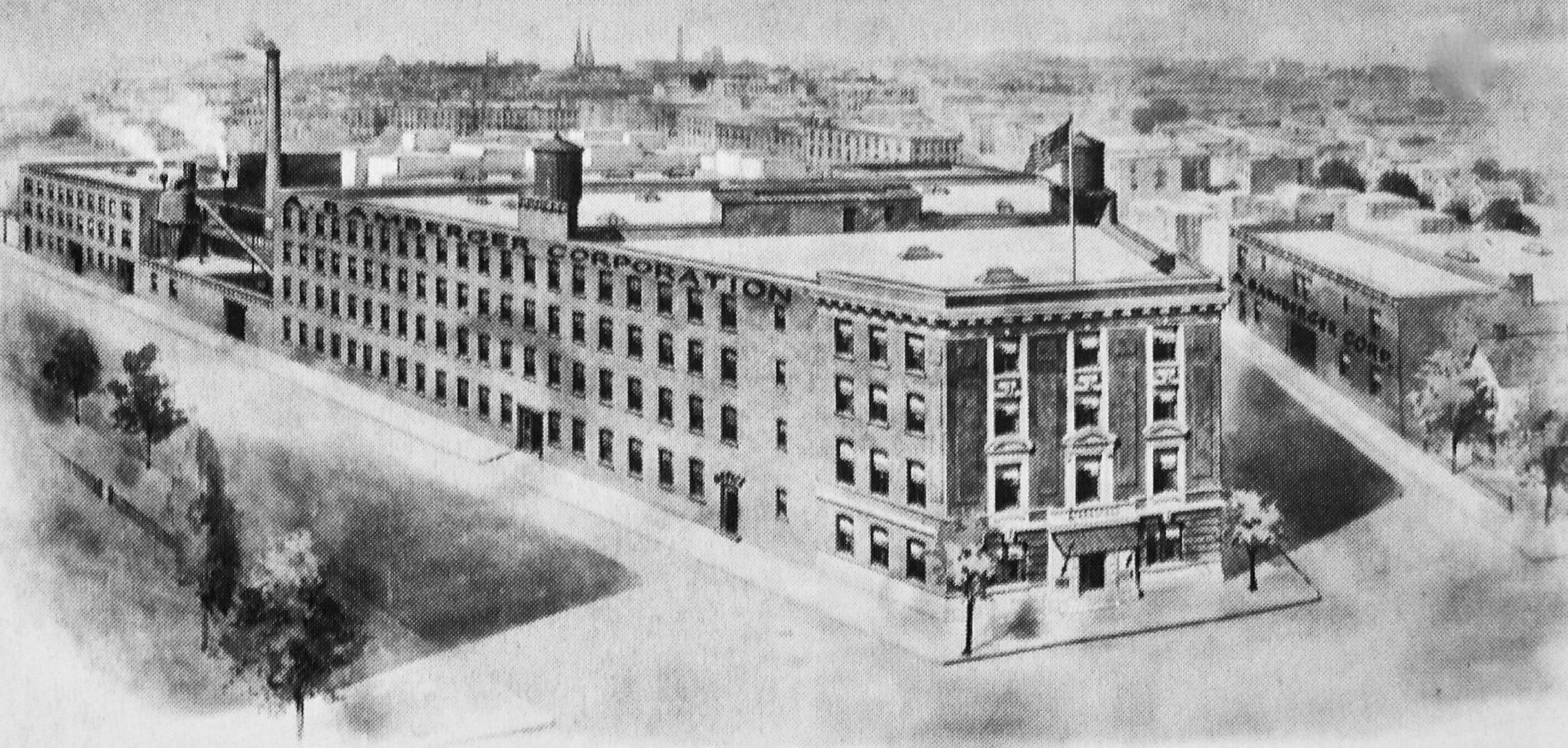
Die A. Bamberger Corporation in Brooklyn, New York, um 1943

Dort handelte Anton Bamberger zunächst mit chemischen Nebenprodukten, bevor er die A. Bamberger Corporation, eines der ersten Plastik-Recyclingunternehmen der USA, einen Pionier der Aufbereitung und Wiederverwertung von Plastikwertstoffen, gründete. Sein Sohn Gerald Francis (Gerhard Franz Philipp) Bamberger (1920–2013) arbeitete vom ersten Tag an mit. Zu diesem neu entstehenden Marktsegment war Anton Bamberger durch Herbert Hoffmann inspiriert worden, einen ehemaligen Studenten der Technischen Hochschule in Hannover, den er und seine Ehefrau während der 1920er Jahre in Hannover kennengelernt hatten. Dieser betrieb mittlerweile in Brooklyn ein Unternehmen. Durch den Zweiten Weltkrieg wuchs der Bedarf an der Wiederverwertung und Weiterverarbeitung dieser Rohstoffe immens. Als Hoffmann kurze Zeit später verstarb, übernahm Anton Bamberger Anfang der 1940er Jahre dessen Betrieb und firmierte diesen als American Molding Powder & Chemical Corporation mit dem Markennamen Ampacet. Ende der 1940er Jahre wurde Anton Bamberger in die 1948 gegründete Plastics Pioneers Association berufen. Anton Bambergers Markenname Ampacet wird noch heute durch ein weltweit aktives Nachfolgeunternehmen dieses Namens genutzt.
Per 1. Januar 1943 nahm Anton Bamberger seinen im September 1942 aus gesundheitlichen Gründen aus der US-Armee entlassenen Neffen Claude P. (Klaus Philipp) Bamberger (1920–2008) in seinen Betrieb auf. Am 3. April 1944 wurde Anton Bamberger naturalisiert, ergo eingebürgert. Nach der Rückkehr seines Sohnes Gerald aus dem Kriegsgeschehen in Europa arbeitete dieser wieder im Unternehmen mit und übernahm nach dem Tod seines Vaters im Jahr 1950 die Firmenleitung, bis er es im Jahr 1955 an die 1929 gegründete und in Staten Island im US-Bundesstaat New York ansässige Ansbacher Siegle Corporation verkaufte, die 1957 durch Sun Chemical übernommen wurde.
Anton Bamberger verstarb im Alter von 64 Jahren, seine Ehefrau Else im Alter von 92 Jahren. Beide wurden auf dem Ferncliff Cemetery in Hartsdale, Westchester County, New York, beigesetzt.